# Laguna Blanca Nationalpark
Laguna Blanca Nationalpark (spansk: Parque Nacional Laguna Blanca) er en nationalpark i den vestlige del af provinsen Neuquén i Argentina, tæt på byen Zapala.
Parken omkring lagunen blev oprettet i 1940 for at beskytte lagunen og især bestanden af sorthalsede svaner (Cygnus melancoryphus). Den har et areal på 112,5 km², og ligger i et område omkring 6.000 moh. på den patagonske steppe, omgivet af bakker og kløfter. Et område på 64.050,06 km² blev i 1982 udpeget til biosfærereservat under UNESCO,og Ramsarområde (nr. 556) i 1992.
Den har en vigtig vandfuglefauna af adskillige arter og i stort antal.
Lagunen plejede at være vært for den største kendte underpopulation af den endemiske Patagonia-frø (Atelognathus patagonicus), men denne er blevet udryddet af indførte rovfisk; arten overlever i isolerede damme i nationalparkens bufferzone.
Nær lagunen ligger Salamanca-grotten, historisk beboet af mennesker, hvor man kan se klippemalerier, typiske for det nordlige Patagonien. Mapuche og andre forhistoriske menneskelige artefakter er blevet fundet i parken.

## Klima
Parken har et tørt og blæsende klima. Om sommeren er gennemsnitstemperaturen 22 °C med temperaturer, der kan overstige 40 °C under hedebølger.  Om vinteren er middeltemperaturen 5 °C med minimumstemperaturer på 20 °C . Snefald kan forekomme i vintermånederne. Nedbøren er lav, i gennemsnit mellem 150-200 mm om året, det meste af det koncentreret om vinteren.